# Nikolaj Roekavisjnikov

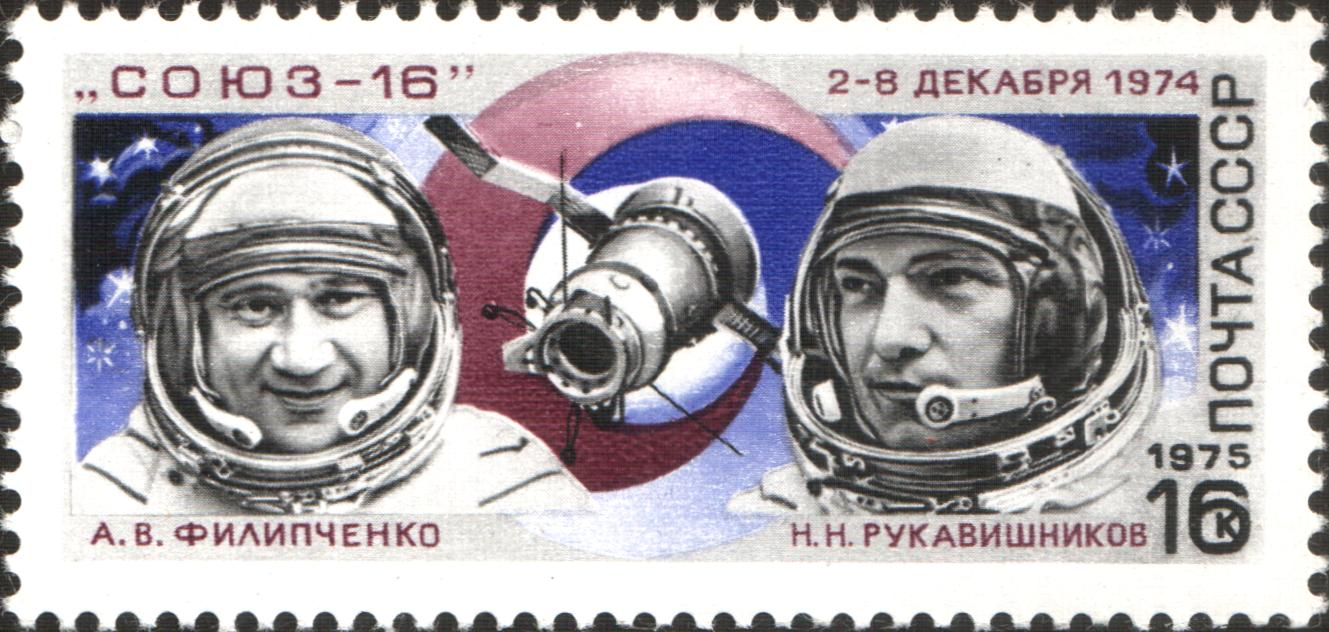
Postzegel met rechts Roekavisjnikov

Nikolaj Nikolajevitsj Roekavisjnikov (Russisch: Николай Николаевич Рукавишников) (Tomsk, 18 september 1932 - Moskou, 19 oktober 2002) was een Russisch kosmonaut.
Roekavisjnikov studeerde als ingenieur af aan het Moskous Instituut voor Fysische Techniek. Op 27 mei 1968 werd hij geselecteerd als kosmonaut. Hij verbleef, met de Sojoez 10 in 1971, de Sojoez 16 in 1974 en de Sojoez 33 in 1979, in het totaal 9 dagen 21 uur en 9 minuten in de ruimte. Hij overleed op 19 oktober 2002 aan een hartaanval, gevolgd door longoedeem.